# Oghamstein von Breastagh

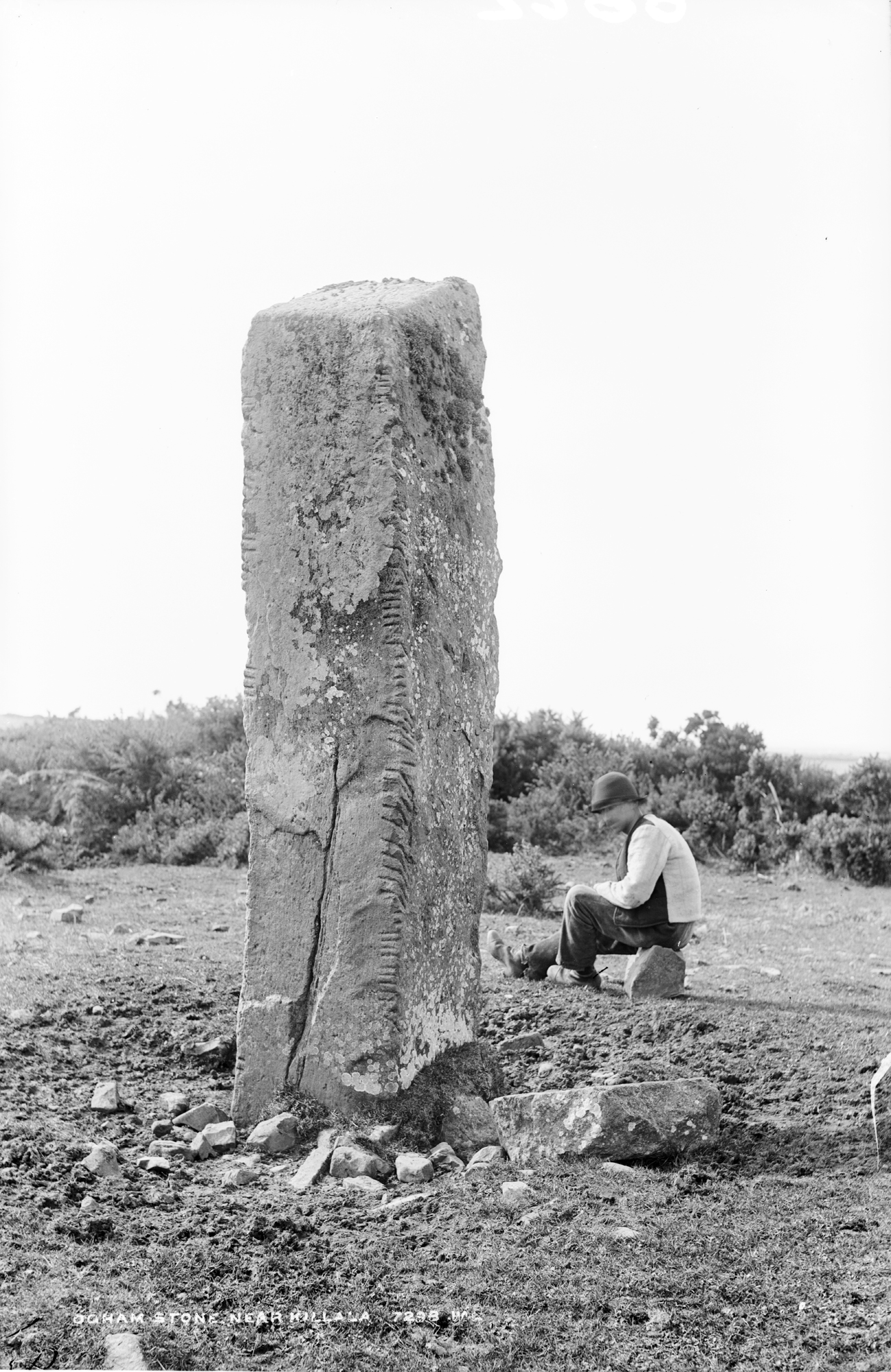
Oghamstein von Breastagh

Der quaderförmige Oghamstein von Breastagh (irisch Bréisteach) ist 3,66 m hoch, 0,76 m breit und 0,6 m dick. Man nimmt an, dass es sich um einen bronzezeitlichen Menhir handelt, der laut Sabine Ziegler zwischen 550 und 900 n. Chr. mit einer Ogham-Inschrift versehen wurde. Er steht auf einem Feld 4,2 km nordwestlich von Killala im County Mayo in Irland.
Der Stein ist einer der größten und daher bekanntesten Oghamsteine Irlands. Er wurde 1874 von einem Touristen am Boden liegend entdeckt und von dem irischen Dichter und Antiquar Samuel Ferguson (1810–1886) aufgerichtet. 
Die entlang zwei seiner Kanten eingeritzte Inschrift lautet: ᚛ᚂᚓᚌᚌ[--]ᚄᚇ[--]ᚂᚓᚌᚓᚄᚉᚐᚇ᚜ / ᚛ᚋᚐᚊ ᚉᚑᚏᚏᚁᚏᚔ ᚋᚐᚊ ᚐᚋᚋᚂᚂᚑᚌᚔᚈᚈ᚜ „Leiggo – o Sadiulenges Q – adsa Maq Corrbri – Maq Ammlloratta“. 
Übersetzt durch Sabine Ziegler bedeutet das etwa „Legescad, Sohn von Corrbrias, Sohn von Ambllogitt“. Es wird angenommen, dass es sich auf einen Enkel von Amalgaid mac Fiachrae (gest. 440 n. Chr.) bezieht, König von Connacht vom Clan Ui Fiachrach, der der Baronie von Tirawley (Tír Amhlaidh) den Namen gab.
In der Nähe liegen das Wedge Tomb von Breastagh und der Oghamstein von Corrower.